# El Molinillo (Ciudad Real)
El Molinillo es una aldea española situada en la provincia de Ciudad Real, en la comarca de los Montes de Toledo, pertenece al ayuntamiento de Retuerta del Bullaque (Castilla-La Mancha, España).
Tiene un restaurante-bar-gasolinera y un colegio de educación infantil y primaria]].

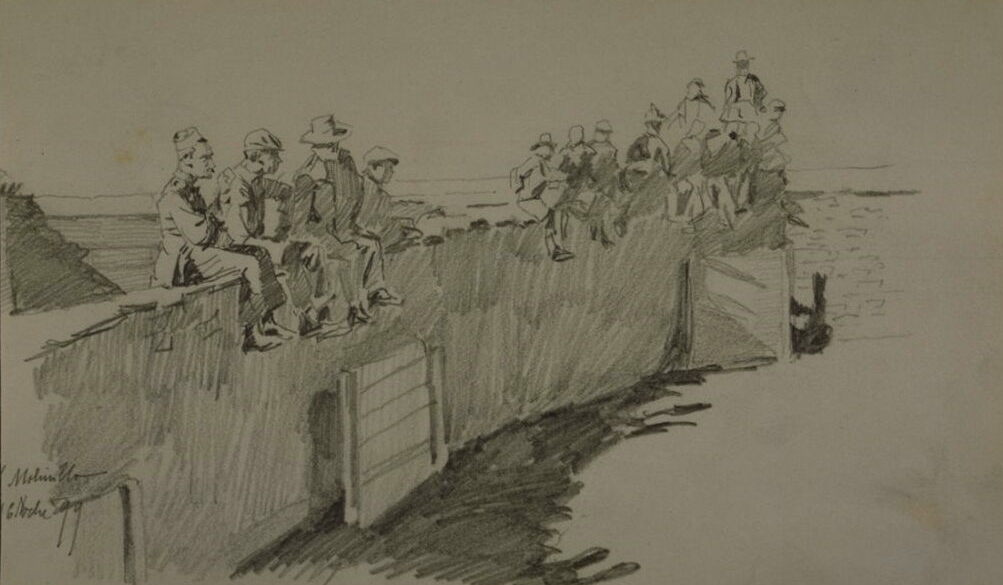
Dibujo de una escena taurina en El Molinillo, tal y como la dibujó Salvador Azpiazu en 1899

## Vías de comunicación
La principal y única vía de comunicación es la    CM-4017 